# 야에야마 지진
야에야마 지진(일본어: 八重山地震)은 1771년 (메이와8년) 4월 24일에 야에야마 제도 근해에서 발생한 지진이다. 지진 규모는 추정M7.4. 지진 자체로 인한 피해는 불과했다 한편,이 지진이 일으킨 쓰나미에 의해 사키시마 제도가 막대한 피해를 받았다. 이 쓰나미는 메이와 쓰나미(일본어: 明和の大津波) 라고도 불린다. 최대 파고는 30 미터에 달해, 해일 통해 1 만명 이상이 사망했다.

## 같이 보기
- 간포 쓰나미
- 일본의 지진 목록

## 참고 문헌
- 国立天文台 『理科年表 令和3年』 P784 ISBN 978-4-621-30560-7